# Rosario-Santa Fe de 1957
La 25ª edición de la Rosario-Santa Fe tuvo lugar el 3 de marzo de 1957 y fue organizada por el Ciclista Moto Club Santafesino, la prueba contaba con un recorrido que fue con la largada desde Plaza Alberdi de Rosario, San Lorenzo, Monje, Arocena, Gálvez, Loma Alta, San Carlos Sur, Centro y Norte, Santo Tomé, Santa Fe con llegada en el Parque Belgrano de esa ciudad, totalizando una distancia de 213 kilómetros de los cuales son 176 kilómetros pavimentados y 37 de tierra.

## Lista de Inscriptos
El listado de competidores que largaron la carrera.